# Thomas Kolarczyk
Thomas Kolarczyk (* um 1990) ist ein deutscher Jazzmusiker (Kontrabass, auch Violone, Komposition), der genreübergreifend arbeitet.

## Leben und Wirken
Kolarczyk, dessen Familie aus Polen stammt und der in Mönchengladbach aufgewachsen ist, lernte zunächst klassische Gitarre. Als Jugendlicher spielte er Bassgitarre in Metal-, Punk- und Funkbands, um dann zum Kontrabass zu wechseln. Bis 2015 studierte er am Jazzinstitut Berlin Kontrabass bei Marc Muellbauer und Greg Cohen; 2012 verbrachte er ein Semester in Krakau, wo er insbesondere mit der polnischen Kunst-, Tanz- und Improvisationsszene zusammenarbeitete.
Als Mitglied im Quintett von Marc Doffey (Taking Direction 2016), der Band um Viktoria Leléka, dem Orchester von Fabia Mantwill oder der Bigband Gaststätte zum Heißen Hirten, aber auch bei Flying Cakes (19 Ways to Rain, 2019) sowie Abisko Lights (Point of View) erspielte Kolarczyk sich einen Platz in der deutschen Jazzszene, trat aber auch international auf. Weiterhin arbeitet er mit Musikern aus dem Bereich der Weltmusik, wie der türkischen Band Roye Ma oder der kurdischen Sängerin Sakina, aber auch mit der experimentellen Berliner Rockband The Somnambulist (Quantum Porn). Mit seinem eigenen Quintett, zu dem der Berliner Klarinettist Viktor Wolf, der Berliner Altsaxophonist Otto Hirte (als Ersatz für Doffey) und der Krakauer Tenorsaxophonist Slawek Pezda ebenso wie der polnische Schlagzeuger Kuba Gudz gehören, veröffentlichte er 2018 sein Debütalbum Halbträume bei Double Moon Records. Weiterhin ist er auch auf Aufnahmen von Thijs de Klijn und Tone Raw (mit Marek Konarski, Sebastian Zawadzki und Kuba Gudz) zu hören.

## Preise und Auszeichnungen
Kolarczyk gewann Wettbewerbe wie Jugend musiziert (2007), Jugend jazzt (2008), Art of Improvisation (Breslau 2014). Mit dem Marc Doffey Quintet errang er den Jungen Deutschen Jazzpreis (2015) und den Jungen Münchner Jazzpreis (2016); mit der Band Leléka wurde er beim Nachwuchs-Jazzpreis Burghausen (2018) und beim creole-Wettbewerb für globale Musik (2017) ausgezeichnet. Beim Jungen Münchner Jazzpreis 2019 erhielt er den Preis als bester Solist.